# Monica: Still Standing
Monica: Still Standing är en amerikansk reality-serie som följer R&B-artisten Monica. Serien följer Monica som är på jakt efter en hit-singel till sitt sjätte studioalbum medan hon balanserar sitt liv och moderskap och sitt problemfulla förflutna. Serien är en spin-off av den en-timmes långa reality-specialen Monica: The Single som sändes på Atlantas "Peachtree TV" den 5 augusti 2008.
Både Monica och BET har bekräftat att serien har förnyats med en andra säsong tack vare sin popularitet i USA. Dess andra säsong kommer att följa sångerskan medan hon är på turné och marknadsför sitt nya hit-album Still Standing. 

## Överblick
Serien hade premiär den 27 oktober 2009 direkt efter BET Hip Hop Awards. Nya avsnitt av showen visades därefter varje tisdag klockan 22.00. Gästframträdanden i serien är Bryan Michael Cox och Kendrick "WYLDCARD" Dean samt Monicas tränare Carlos och sångerskans kusin Melinda.

## Mottagande
Seriens debutavsnitt sågs av 3,2 miljoner amerikaner. Seriens debut var därför den näst mest sedda i BET:s historia bakom Tiny & Toya. Monica: Still Standing utmärktes med ett "B" av Entertainment Weekly.

## Rollbesättning

### Huvudpersoner
- Monica - R&B-sångerska
- Melinda - Monicas kusin och manager
- Bryan Michael Cox - låtskrivare och musikproducent

### Andra medverkande
- Rocko Da Don
- Jermaine Dupri
- Kendrick "WyldCard" Dean
- Polow Da Don
- Timbaland
- Dallas Austin
- Soulja Boy Tell 'Em

## Avsnitt

### Säsong 1
1. "Still Standing"
2. "Angel of Mine"
3. "Love All Over Me"
4. "Why I Love You So Much"
5. "For You I Will"
6. "Everything to Me"
7. "Don't Take It Personal"
8. "Let Me Know"
9. "Before You Walk Out of My Life"
10. "Breaks My Heart"
11. "Superman"
12. "Still Standing: Reprise"